# 龍鵬程
龍鵬程（?—?），贵州贵阳人，清朝政治人物、進士出身。
乾隆元年（1736年）丙辰科進士，二甲五十名，官工部主事。